# Lago Lácar
Lago Lácar är en sjö i Argentina.   Den ligger i provinsen Neuquén, i den sydvästra delen av landet, 1 300 km sydväst om huvudstaden Buenos Aires. Lago Lácar ligger 640 meter över havet. Arean är 49 kvadratkilometer. Den sträcker sig 5,0 kilometer i nord-sydlig riktning, och 23,1 kilometer i öst-västlig riktning.
Följande samhällen ligger vid Lago Lácar:
- San Martín de los Andes (23 519 invånare)

I omgivningarna runt Lago Lácar växer i huvudsak blandskog. Runt Lago Lácar är det mycket glesbefolkat, med 6 invånare per kvadratkilometer.